# Inchino

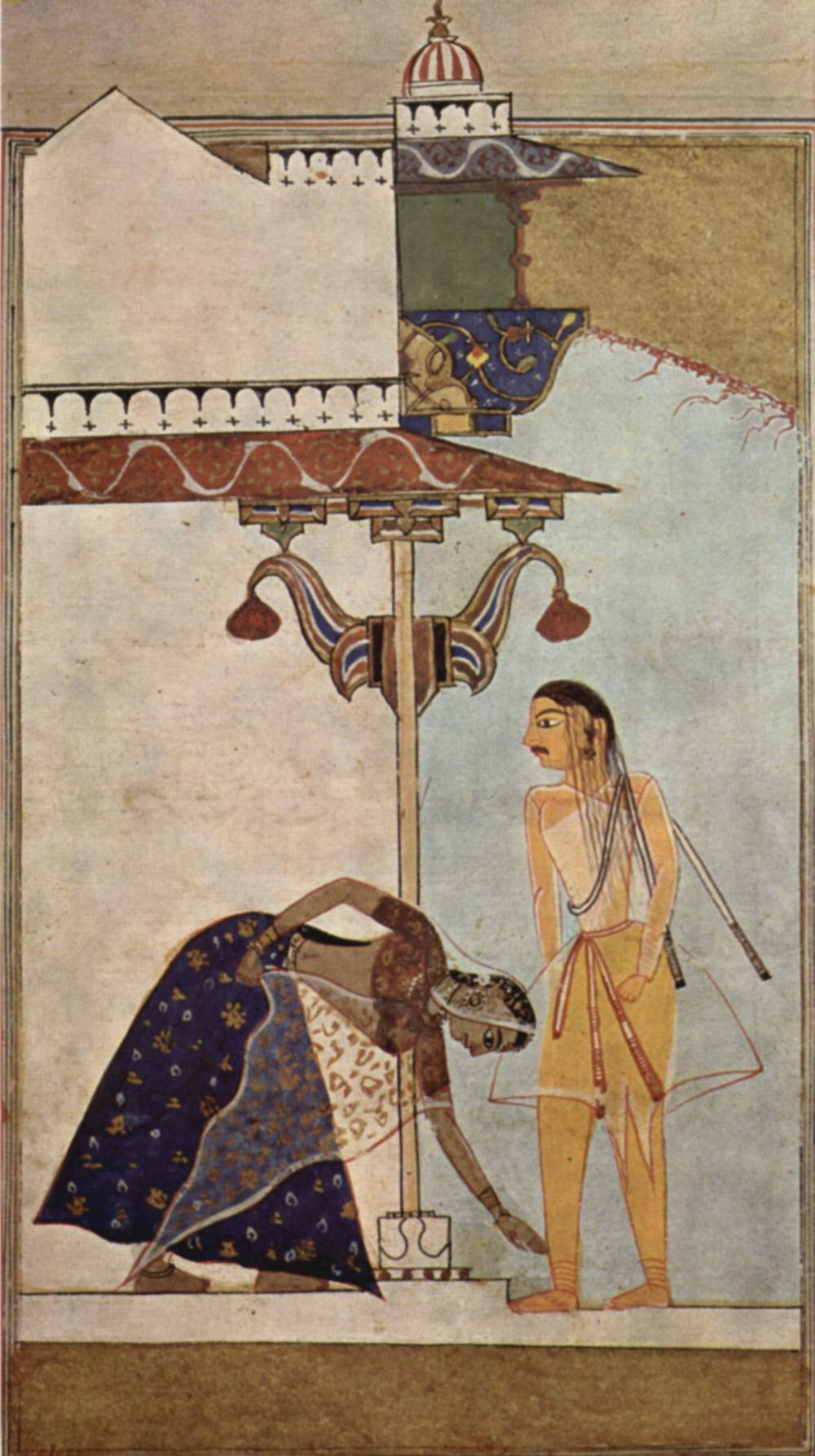
Dettaglio di un dipinto indiano, rappresentante una donna che si inchina per toccare i piedi di un uomo in segno di rispetto.

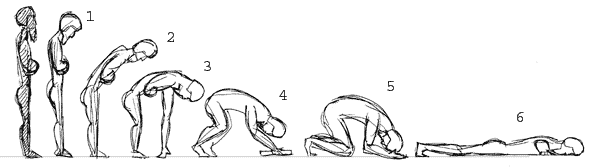
Differenti gradi di inchino e prostrazione secondo l'uso liturgico della chiesa ortodossa

L'inchino è l'atto di piegare il torso e la testa come gesto di rispetto verso un'altra persona o un simbolo importanti. Il gesto è particolarmente presente nella cultura asiatica ma anche tipico della nobiltà e dell'aristocrazia di molti paesi europei. Esso è utilizzato anche in contesti religiosi, come forma di venerazione e rispetto. Talvolta il gesto è limitato ad abbassare la testa come in Indonesia, anche se le diverse culture prescrivono un grado di inchino diverso a seconda delle occasioni. Nelle culture di Nepal, India, Thailandia, Laos, Cambogia, Cina, Corea, Giappone e Vietnam esso è particolarmente comune anche come gesto di saluto. L'inchino può essere il medesimo tra due persone che si salutano, oppure differente a seconda del grado del singolo. L'inchino è solitamente un gesto di rispetto visto come inferiore rispetto all'inginocchiarsi, alla genuflessione o alla prosternazione che prevede che il corpo tocchi la terra come ulteriore gesto di rispetto.

## Nella cultura europea

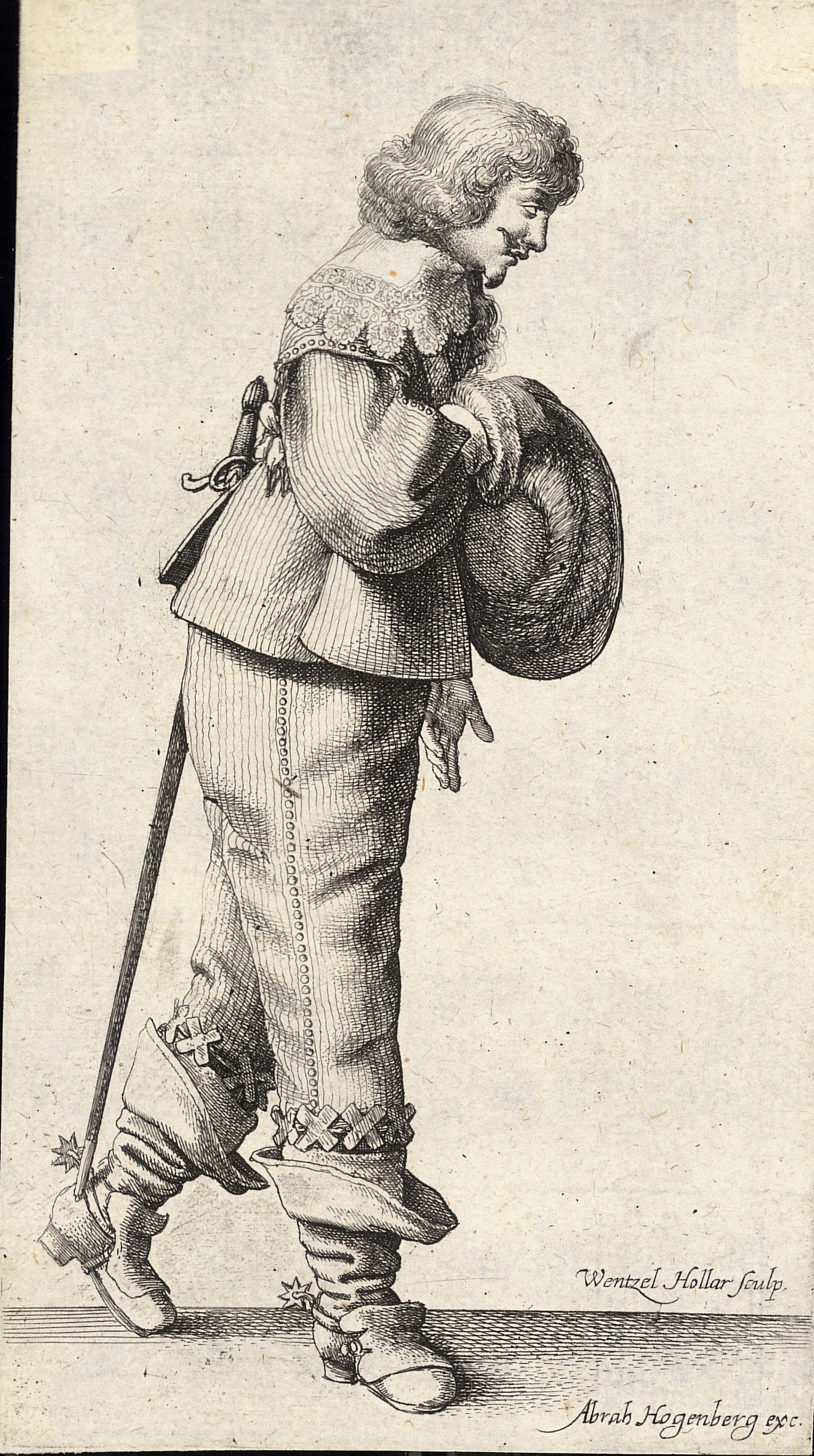
Stampa del XVII secolo che mostra un uomo che si inchina togliendosi il cappello

Nelle culture europee — a parte gli inchini fatti dagli attori alla fine di uno spettacolo - l'inchino è un gesto tipicamente maschile, mentre le donne sono solite compiere la cosiddetta "riverenza". La profondità dell'inchino è correlata alla differenza di rango o al livello di rispetto o gratitudine che si vuole esprimere. Nell'Europa moderna, è stato molto in uso il porre la mano destra al petto mentre ci si inchinava per rispetto, mentre la sinistra era lasciata lungo il corpo. L'inchino di rispetto in società è quasi del tutto estinto al giorno d'oggi, anche se permangono alcune forme di cortesia in particolari contesti come ad esempio il baciamano alle donne.
Nella cultura britannica e del Commonwealth, funzionari ed avvocati nei tribunali si inchinano con la sola testa all'arrivo dei giudici in una sessione. Un gesto simile viene fatto allo speaker della Camera dei Comuni quando entra o esce dalla House of Commons, come pure al monarca dal suo staff.
I membri della famiglia reale sono soliti utilizzare l'inchino o la riverenza a seconda del caso e del genere. Gli australiani si inchinano al governatore generale dell'Australia, a sua moglie ed ai governatori di stato ed ai loro vicegovernatori.

## In Asia

### In Asia orientale
L'inchino è una forma di saluto tradizionale in Asia orientale, in particolare in Giappone, Corea, Cina e Vietnam. In Cina e Vietnam, spesso esso è stato sostituito dalla stretta di mano o da un lieve inchino.
L'inchino base in Asia viene eseguito inchinandosi verso il davanti, con gli occhi bassi. Esso può essere diviso in: informale, formale e molto formale. Gli inchini informali sono previsti a 15° di angolazione, mentre quelli più formali sono a 30°. Gli inchini molto formali sono ancora più profondi. In casi estremi viene sostituito dall'inginocchiatura, la quale può essere a tal punto profonda da far toccare il pavimento con la fronte.
In Asia vi è un'etichetta estremamente complessa sull'inchino. Ad esempio se una persona mantiene il suo inchino per un periodo prolungato (generalmente più di due o tre secondi), è appropriato inchinarsi nuovamente.

#### Scuse e ringraziamento
L'inchino è previsto come parte di un processo di scuse o ringraziamento in Asia, in particolare in Giappone e in Corea.
L'inchino di scuse è tendenzialmente più profondo e lungo rispetto agli altri inchini, con almeno 45°-50° di angolazione. La lunghezza, la profondità e la frequenza di un inchino indicano la sincerità delle scuse o la gravità dell'offesa arrecata.

#### Saluto
L'inchino è usato frequentemente nella tradizione asiatica come saluto, sia all'incontro che alla partenza di due persone.  L'inchino accompagna automaticamente una frase di saluto, ma generalmente esso non è più in uso all'interno dei membri della medesima famiglia ad eccezione di un lungo periodo di assenza o di separazione.
L'inchino può talvolta sostituire la frase di saluto, in particolare quando si incontra una persona con la quale si è già parlato in quella giornata.
Quando si saluta un sottoposto solitamente si usa un inchino breve, mentre il sottoposto si inchina più a lungo e più profondamente a definire la differenza di rapporti presente tra le due parti.

#### In Cina
Il kowtow è il più profondo segno di riverenza nella cultura cinese Han, ma il suo uso è divenuto estremamente raro dalla fine dell'Impero cinese. In molte situazioni, l'inchino semplice ha sostituito il tradizionale kowtow. Ad ogni modo, nella moderna società cinese, l'inchino non è così formale come ad esempio invece in Giappone e Corea. L'inchino è riservato in occasioni importanti come il matrimonio e come gesto di rispetto per un morto.
In Cina, sono previsti tre inchini per i funerali, inclusi quelli di stato,
come pure per le cerimonie ancestrali o quelle che commemorano il pater patriae Sun Yat-sen.
Come in Giappone ed in Corea, le figure pubbliche si possono inchinare formalmente per porgere delle scuse. Il premier cinese Wen Jiabao si è inchinato per offrire le proprie condoglianze durante dei gravi incidenti alla rete ferroviaria ai parenti delle vittime; Il ministro della difesa del Taiwan, Chen Chao-min, si è inchinato per scusarsi per una gaffe sull'ex presidente Chen Shui-bian nel 2004.

### In Asia meridionale e sudorientale

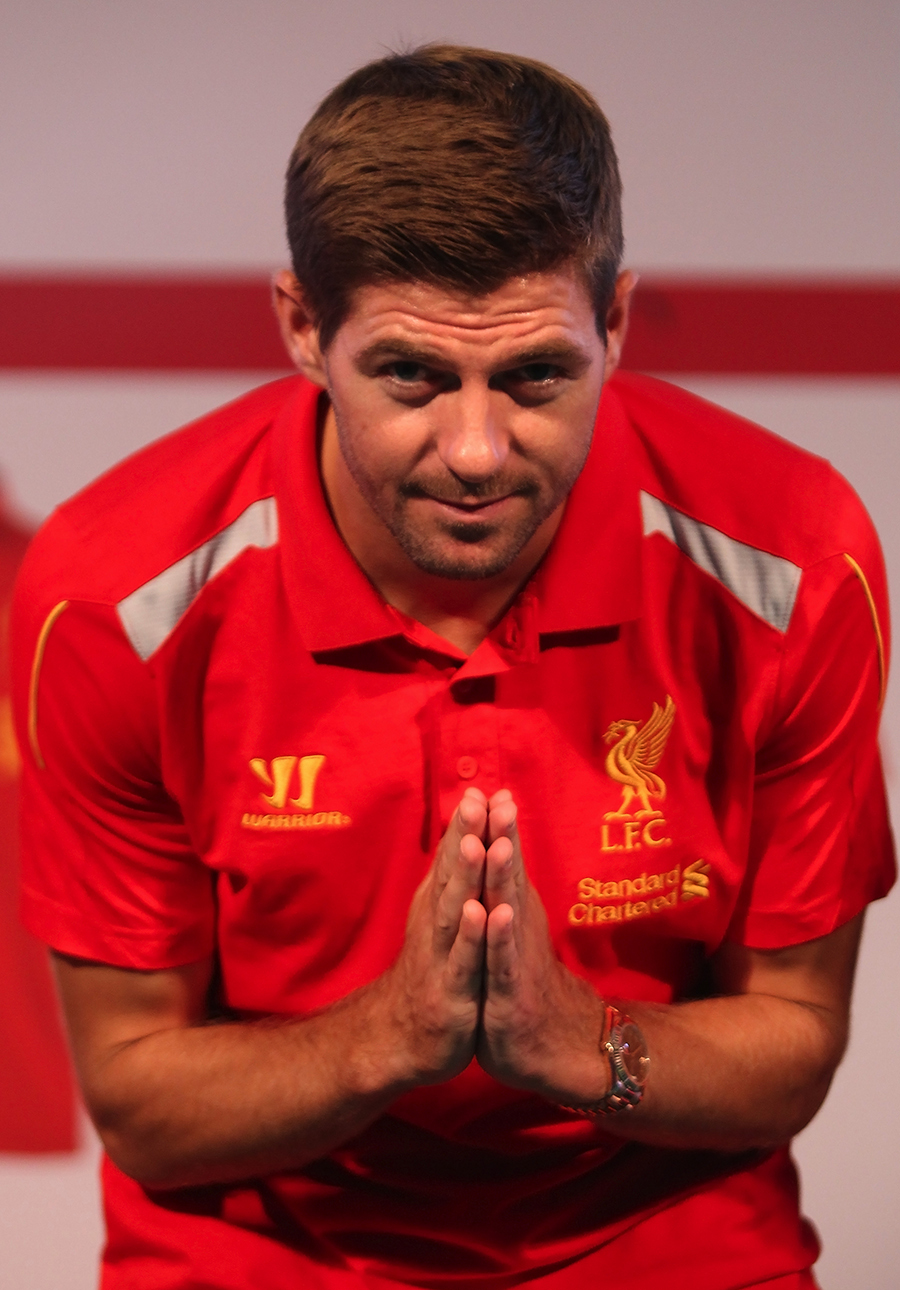
Steven Gerrard esegue un wai

Come in Asia orientale, inchinarsi è una forma tradizionale di ringraziamento in molti paesi dell'Asia meridionale e sudorientale. Il gesto noto col nome di Añjali Mudrā è utilizzato come segno di rispetto e saluto verso un'altra persona, a seconda del grado. Il gesto è oggi molto comune in India, Sri Lanka, Nepal, Bhutan, Thailandia, Cambogia, Laos, Myanmar e Indonesia. I gesti variano a seconda della nazione, dal wai in Thailandia, al sampeah in Cambogia e Laos, al sembah in Indonesia, sino al Namasté in India e Nepal, o allo Sri Lanka dove il gesto è ripetuto con l'uso della parola "Ayubowan".

### Nelle arti marziali

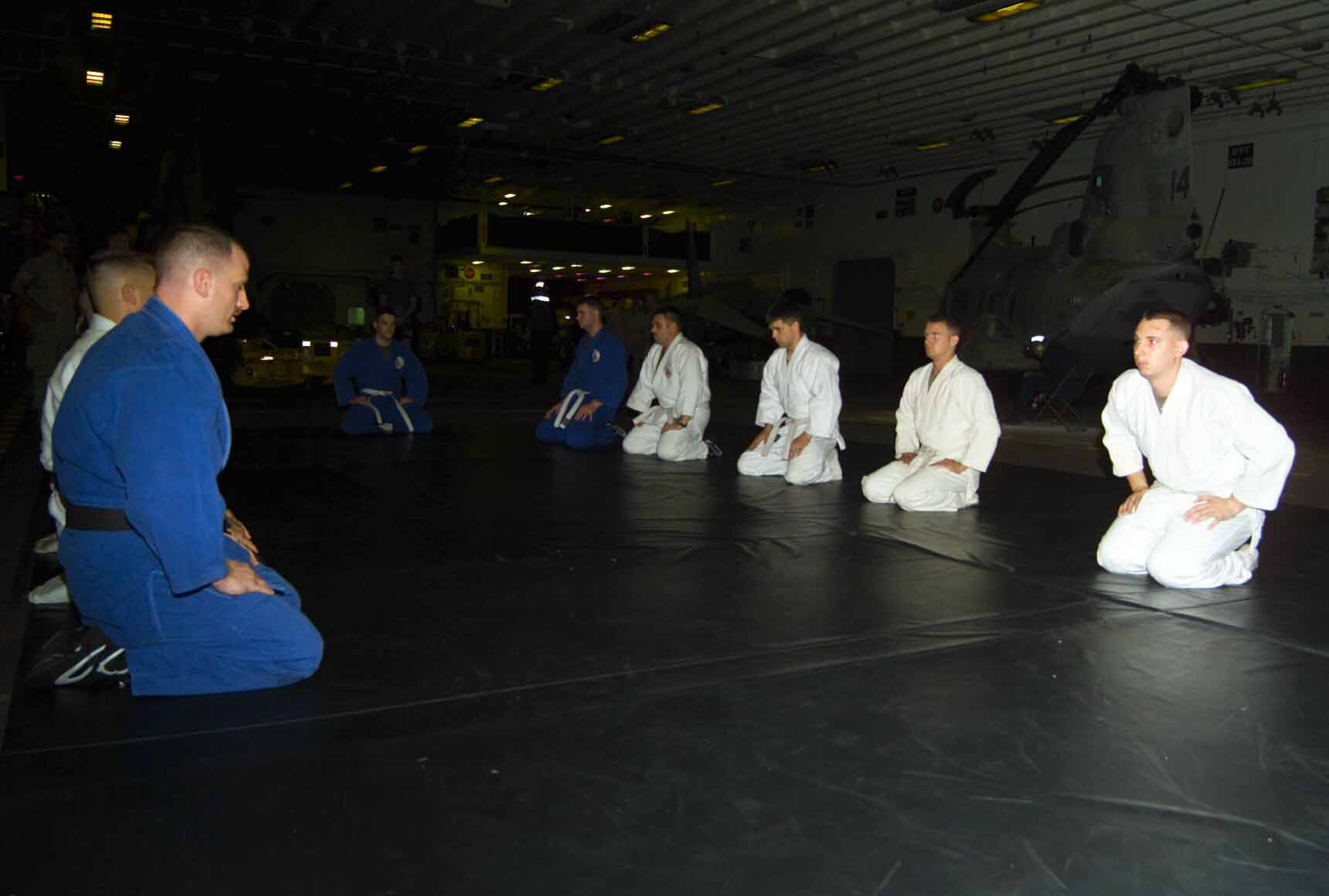
Un judoka (a destra) si inchina seduto in posizione seiza.

L'inchino è parte tradizionale delle arti marziali, all'inizio ed alla fine di un incontro o di una gara. A seconda dell'arte marizale, l'inchino può essere differente in termini di posizione di braccia e mani. Ad esempio, l'inchino tipico del karate viene fatto con le braccia lungo il corpo, mentre altri inchini come il Silat, si fanno con le mani giunte di fronte al corpo.

## In contesti religiosi

### Religioni orientali
In molte religioni orientali l'inchino è usato come segno di rispetto e di venerazione e trae origine dall'Añjali Mudrā indiano.

#### Sikhismo
I sikh si inchinano unicamente al loro guru, che è visto come messaggero di dio. Il loro libro sacro, il Guru Granth Sahib, è visto come la parola vivente del guru anche dopo la morte e pertanto essi si inchinano anche davanti ad esso.

#### Shintoismo
Anche nello shintoismo l'inchino è praticato. I visitatori di un tempio devono necessariamente suonare una campanella per attirare l'attenzione della divinità, congiungere le mani in preghiera e quindi inchinarsi.

#### Buddhismo
L'inchino è un gesto comune nel buddhismo. Il buddhismo zen, ad esempio, ha un rituale quotidiano nel quale è previsto di inchinarsi 1080 volte in un giorno.

#### Induismo
Nella tradizione induista le persone mostrano deferenza nei confronti del resto del mondo inchinandosi o inginocchiandosi verso una persona anziana per rispetto.
Tradizionalmente, un figlio si inchina ai genitori, ai propri insegnanti ed agli anziani in determinate cerimonie formali.

### Islam

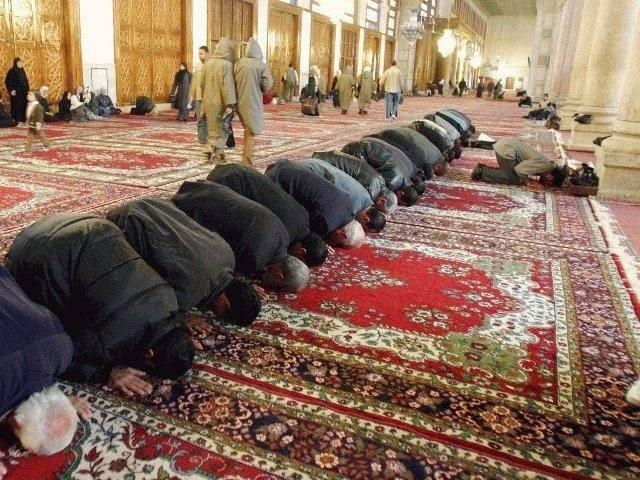
Musulmani praticano il Sajdah o Sujūd.

Nell'Islam, vi sono due tipi di inchino, il sujud ed il ruk'u. Il sajdah o Sujūd consiste nel prostrarsi ad Allah in direzione della Caaba alla Mecca, fatto che viene svolto durante la preghiera quotidiana (ṣalāt). Mentre svolge il sujud, un musulmano deve pregare Allah e glorificarlo. La posizione prevede di far toccare terra a fronte, naso, mani e ginocchia.
Il ruku' è invece l'inchino fatto in piedi durante la preghiera quotidiana (ṣalāt).
Secondo l'Islam è un peccato grave inchinarsi davanti ad una persona col solo intento di ringraziarla, dal momento che tale persona simbolicamente viene considerata divina da chi si inchina, il quale commette quindi un'eresia. I musulmani devono inchinarsi solo al cospetto di Allah.

### Cristianesimo
Il cristianesimo utilizza largamente la pratica dell'inchino, sia dentro che fuori dall'edificio della chiesa. L'origine della pratica si ritrova nella Sacra Scrittura che cita espressamente: "Ringraziate Dio ed esaltatelo e dategli il rispetto del nome sopra ogni nome, così che al nome di Gesù ogni ginocchio si pieghi, in cielo, sulla e sotto la terra" (NRSV). Questa tradizione è stata definita dal Secondo Concilio di Lione, che ha prescritto: "Ogni qual volta il glorioso nome sia citato, in particolare durante i sacri misteri della Messa, ciascuno si inchini col capo come col suo cuore." Il 18 canone della chiesa d'Inghilterra, madre della comunione anglicana, ha reso l'inchino obbligatorio durante il servizio divino dichiarando: "Quando durante il servizio divino il Signore GESU' viene menzionato, per leale riverenza, ogni persona presente deve inchinarsi; testimonierà con questo gesto la propria fedeltà e la propria umiltà e riconoscerà che il Signore GESU' CRISTO è il vero eterno Figlio di Dio, l'unico Salvatore del mondo, nel quale solo sono riposte tutte le grazie e le promesse di Dio verso il genere umano, e per la vita futura." Anche nelle chiese luterane le persone sono chiamate "ad inchinarsi quando il nome di Gesù viene menzionato", mentre per la chiesa cattolica "la menzione del nome di Gesù deve essere accompagnata dall'inchino del capo". John Wesley, fondatore della chiesa metodista, prescrisse anch'egli "di inchinarsi al nome di Gesù", in particolare durante la recita della preghiera del Credo.
Nella liturgia cristiana, inchinarsi è segno di rispetto e deferenza. L'individuo che si trovi a passare davanti all'altare o in alcuni punti in una chiesa di particolare venerazione, deve inchinarsi.L'inchino al nome di Gesù è stato stabilito da Gregorio X al già menzionato Concilio di Lione del 1274, come pure nel Concilio di Avignone del 1326, nel Concilio di Beziers del 1351, in quello di Basilea del 1435, nel Councilium Senonense del 1485. Esso può variare da un semplice inchino col capo all'inclinazione del torso. Un profondo inchino è spesso visto come sostituzione della genuflessione nel caso in cui la persona sia fisicamente impossibilitata a fare tale azione.
Nella chiesa ortodossa, vi sono diversi gradi di inchino con differenti significati e da usarsi in particolari circostanze.
Il rito romano della chiesa cattolica, prevede un profondo inchino, una prostrazione, il chinare il capo o una genuflessione durante la recita del Credo, come pure l'inchino è previsto in diversi punti della liturgia. Due sono i tipi sostanziali di inchino, a seconda del fatto che il Santissimo Sacramento sia presente o meno presso un altare. L'inchino all'altare è presente anche nella tradizione della comunione anglicana come segno di "riverenza nei confronti dell'altare dove si trova il trono di Dio, di modo da ricordarne la presenza." Nelle chiese anglicane, luterane e metodiste, anche l'avvicinarsi al presbiterio prevede la pratica dell'inchino, come pure alla croce presso l'altare. Nella chiesa cattolica, come in quella anglicana, è pratica comune inchinarsi anche durante il passaggio della croce processionale di fronte al fedele durante le processioni.
I protestanti più conservatori come i mennoniti o gli avventisti si inchinano durante la preghiera in chiesa.
Secondo San Paolo, tutta la terra deve inchinarsi a Gesù Cristo. Egli scrive nella Filippesi 2, 9-11 lettera ai Filippesi 2:9-11, "Dovunque Dio sia esaltato, e gli venga dato il nome sopra tutti i nomi: che al nome di Gesù ogni ginocchio si pieghi, in cielo e così in terra e sotto la terra; che ogni lingua confessi che Gesù Cristo è il proprio Signore, per glorificare Dio Padre." Un passaggio simile si trova anche in Isaia 45,23.

### Ebraismo
Come nel cristianesimo, anche nell'ebraismo sussiste la pratica dell'inchino, come segno di rispetto e durante particolari momenti della liturgia. Per tradizione, nel Tempio di Gerusalemme, l'inchino era parte della celebrazione ordinaria, ma oggi non è più presente tale pratica nel rito ebraico.
Attualmente l'inchino è solo leggero, anche se sussistono casi particolari in cui esso deve essere particolarmente profondo come nel caso dell'Amidah o di particolari benedizioni. Nella conclusione dell'Aleinu, i partecipanti al rito si inchinano recitando la frase "V'anachnu korim umishtachavim u'modim," che significa "ci inchiniamo, prostriamo, rendendo grazie."
L'inchino è previsto anche nella celebrazione del Yom Kippur.
I testi del Talmud indicano che la prostrazione totale era pratica comune tra le comunità ebraiche ancora durante il medioevo.